# 로리 키니어
로리 키니어(Rory Kinnear, 1978년 2월 17일 ~ )는 잉글랜드의 배우이다. 로열 내셔널 시어터에서 공연한 두 연극 《The Man of Mode》(2008)와 《맥베스》(2018)로 두 차례 로런스 올리비에상을 받았으며, 《브로큰》(2012)으로 영국 독립 영화상 남우조연상을 수상했다.

## 출연 작품

### 영화
- 007 퀀텀 오브 솔러스 (2008) - 빌 태너 역
  - 007 스카이폴 (2012)
  - 007 스펙터 (2015)
  - 007 노 타임 투 다이 (2021)
- 와일드 타겟 (2010)
- 브로큰 (2012)
- 이미테이션 게임 (2014)
- 런던시계탑 밑에서 사랑을 찾을 확률 (2015)
- 우리를 침범하는 것들 (2016)
- 아이보이 (2017)
- 피털루 (2018)
- 브렉시트: 치열한 전쟁 (2019)
- 멘 (2022)
- Bank of Dave (2023)

### 텔레비전
- 얼티밋 포스 (2002)
- 무언의 목격자 (2005)
- Waking the Dead (2009)
- 애시스 투 애시스 (2009)
- The Thick of It (2009)
- 블랙 미러 - 공주와 돼지 편 (2011)
- The Hollow Crown (2012)
- Lucan (2013)
- Count Arthur Strong (2013-17)
- 페니 드레드풀 (2014-16)
- The Casual Vacancy (2015)
- Inside No. 9 (2018)
- Watership Down (2018) - 목소리
- 이어즈&이어즈 (2019)
- Catherine the Great (2020)
- Penny Dreadful: City of Angels (2020)
- 우리의 깃발은 곧 죽음 (2022)
- 외교관 (2023)

### 연극
- 갈매기 (2002)
- 템페스트 (2002)
- 말괄량이 길들이기 (2003)
- 심벨린 (2003)
- 햄릿 (2004)
- 복수자의 비극 (2008)
- The Man of Mode (2008)
- 위선의 태양 (2009)
- 자에는 자로 (2010)
- 햄릿 (2010)
- 오셀로 (2013)
- 심판 (2015)
- 서푼짜리 오페라 (2016)
- 맥베스 (2018) - 이아고 역